# Budbrooke
Budbrooke is een civil parish in het bestuurlijke gebied Warwick, in het Engelse graafschap Warwickshire met 1863 inwoners.